# Soroptimist International Budapest
Soroptimist Club Budapest
„Nők hangja a nagyvilágban”
A Soroptimisták célja, hogy egy jobb világot, és benne több lehetőséget teremtsenek a nőknek, lányoknak, és az arra rászorulóknak.
Részlet az első, eredeti Budapesti Soroptimista Klub Alapszabályából (1928. május 17.)„…Célja: Hogy ápolja a haza iránti hűséget, hogy előmozdítsa közreműködésével az általános társadalmi viszonyok javítását célzó törekvéseket, hogy a kereskedelmi és ipari életben a magasabb erkölcsű színvonalért küzdjön, hogy a tagok között a szolgálatkészség és őszinte barátság szellemét megteremtse, hogy módot nyújtson eszmecserére hathatósabb üzleti módszerek kialakítására, szóval hogy a kenyérkereső nők érdekeit az egész vonalon felkarolja….”
Az első Soroptimista Clubot 1921-ben az Amerikai Egyesült Államokban Oaklandban alapították. Ma 75.000 tagja van a nemzetközi szervezetnek.
A szó a latin nyelvből ered: „Soror optimae” annyi, mint a „legjobb testvér”. A soroptimizmus lényege a másik segítése és az összefogás.
Felelős beosztásban dolgozó, magasan kvalifikált nők világszervezete, amely tudatosítással, támogatással, cselekvéssel juttatja érvényre a nők véleményét és érdekeit.
Az első Soroptimista Clubot 1921-ben M. Stuart Morrow alapította az Amerikai Egyesült Államokban. Még ugyanazon évben nemcsak Amerikában szaporodtak a klubok, de Morrow az angol Lady Falnouth segítségével megszervezte azokat Londonban, Manchesterben, Liverpoolban, Edinburghban és Birminghamben.
A kontinensen 1924-ben Párizs volt az első ahol a kiváló plasztikai sebész orvosnő Suzanne Noel vállalta a szervezést áthozva a nagyszerű gondolatot az óceán túlpartjáról, és hamarosan Hágában és Milánóban is személyesen avatott fel klubokat.
1928-ban Londonban megalakult az Európai Soroptimista Clubok Szövetsége, amellyel a washingtoni kongresszus teremtett hivatalos kapcsolatot. Suzanne Noel bejárta az egész világot, és különböző országokban segítette a klubok megalakulását: Bécs, Genf, Tallin, Marseille, a belgiumi Anvers, Algír, India, Ausztrália, Új Zéland. Dél Amerika minden államában az ő nevéhez fűződik a klubok alapítása. Ha belegondolunk, hogy Franciaországban 1949-ben kaptak a nők választójogot, ez nagy úttörő munka volt.
A Budapesti Soroptimista Klubot gr. Apponyi Albertné és Rosenberg Auguszta az akkori Nőszövetség alelnöke indította útjára, 1928. május 17-én Suzanne Noel ösztönzésével. A hágai soroptimista klub küldöttjeinek jelenlétében ünnepélyesen felavatták a budapesti klubot a Bristol Hotel vörös termében. 1928. május 17-ről származó jegyzőkönyv tanúsága szerint az amsterdami Soroptimist Club elnöke Mewr. Wynaendts-Francken Dyserinck beszélt a soroptimizmus lényegéről:…városonként és országonként központot teremteni a dolgozó nőknek és minél hathatósabban előmozdítani az egyes foglalkozási ágak érdekeit.”
Alapszabályát a M. Kir. Belügyminiszterhez terjesztették jóváhagyás végett, 1928 decemberében pedig megválasztották vezetőségét.
A soroptimisták első világkongresszusa 1930-ban volt Londonban 250 résztvevővel, ahol többek között egy nemzetközi állásközvetítő irodát is felállítottak.
1936. július 14-én már Nemzetközi Soroptimista Kongresszust tartottak Budapesten.
1944-ben a nyilas hatalom tiltotta be működését a Rotaryhoz fűződő szoros kapcsolatai miatt, az akkor nemkívánatos brit érdekeltség okán.
A kommunista időszak alatt 1949-ben a már nem működő klub elhalt a többi civil szervezettel együtt, majd 1990-ben éledt újra. Megújulását az ausztriai oberpullendorfi testvérszervezet és a holland Twente klub kezdeményezte. Az ünnepélyes felavatás Európa 14 országából 100 klub 300 képviselője jelenlétében 1991. január 19-én történt meg a New York kávéházban.
Magyarország első soroptimista klubját követték más városok is
1991. Soroptimist Club Budapest
1992. Soroptimist Club Szeged
1996. Soroptimist Club Sopron
2014. Soroptimist Club Szombathely
2018. Soroptimist Club Danubius
2019. Soroptimist Club Corvinus
Amiben eddig segített a Budapest klub:
1991. Fiatal zenei tehetségek részére „Reménytől a hírnévig” címmel gálakoncert szervezése, hozzá műsoridő biztosítása a rádióban. Részükre zenei CD kiadások támogatása. Műsorvezető: Gregor József, fellépők: Nagy Csaba oboa, Gyöngyössy Zoltán fuvola, Kelemen András zongora, Mukk József ének, Móré Irén fuvola, Kertesi Ingrid szoprán, Ulbrich Andrea mezzoszoprán, Clementis Tamás basszus, Krausz Adrienne zongora, Farkas Rose-Marie szoprán, Várjon Dénes zongora, Balogh József klarinét. Az anyagi alapot a koncerthez és a későbbi külföldi versenyzés finanszírozásához az első elnök azzal teremtette meg, hogy felkérte az akkor éppen Budapestre érkező neves pénzember, tőzsdeszakértő André Kostolanyt jótékony célú előadás tartására.
1991. Wekerle telepi óvoda - bölcsőde megmentése egyik holland soroptimista klubtól kapott adományokból. Három éven át annyi pénz érkezett a holland klubtól, hogy a bölcsőde-óvoda túlélte a válságot.
1993. Firenzében meghirdetett zeneesztétikai-zenekritikusi továbbképzésről szóló pályázatot a budapesti soroptimista klub küldöttje nyerte meg.
1995. Faültetés Ópusztaszeren. A Soroptimist Szeged klubbal együtt rendezett környezetvédelmi akció.
1996. Lélegeztető készülék adományozása a Semmelweis Egyetem Szülészeti Osztályának.
1999. A Civitan kertészetben dolgozó fogyatékos fiatalok –autisták, down kórosok- folyamatos segítése nagy mennyiségű virágmegrendelésekkel az Óbudai Sziget virágosítására.
2002. Jótékonysági festményvásár a Gellért Szállóban. Támogatott volt a Hospice Alapítvány és a Fehér Kereszt Gyermekmentő Alapítvány.
2003. – 2008. évenkénti jótékonysági hangversenyek rendezése a Beethoven Program – süketnéma gyerekeket zenélésre tanító – alapítvány és a Fehér Kereszt Gyermekmentő Alapítvány javára, a Hospice Alapítvány javára, a Rajkó Nemzeti Ifjúsági Zenekar javára.
2010. A devecseri vörös iszap katasztrófa áldozatainak megsegítése.
2010. Felsőzsolcai árvízkárosultak részére segélyadomány. Németországi testvérklub gyűjtött össze ruhákat, használati tárgyakat, amit teherautóval fuvaroztak Felsőzsolcára.
2013-16. Dévény módszerre szoruló csecsemők kezelésének támogatása.
2008 - 2019. Napjainkig folyamatosan karácsonyi adományok a Családok Átmeneti Otthonának.
2010 - 2019.  Családok Átmeneti Otthonában lakó gyerekek meghívása a Fővárosi Állatkertbe az Állatkert vezetésének hathatós anyagi támogatásával.
Honlap: http://www.soroptimist.hu http://www.soroptimistbudapest.eu
A világszervezet és az európai föderáció honlapjai:http://www.soroptimistinternational.org/ http://www.soroptimisteurope.org/
A Klub célkitűzései megegyeznek a Soroptimist International kihangsúlyozottan politikamentes céljaival:
•     a nők helyzetének javítása;
•     magas etikai alapelvek betartása;
•     az emberi jogok elérhetővé tétele mindenki számára;
•     az egyenlőség, a fejlődés és a béke előmozdítása.
A Soroptimist International képviseleti joggal rendelkezik az ENSZ, Európai Unió, Európa Tanács, EBESZ, WHO, European Women's Lobby (EWL) szervezetekben.
A Soroptimist International nemzetközi programjainak területei:
·        Gazdasági és társadalmi fejlődés
·        Oktatás és kultúra
·        Környezet
·        Egészség
·        Emberi jogok / Nők helyzete
·        Nemzetközi jó szolgálat és megértés